# آرانتو
آرانتو (به فرانسوی: Arinthod) یک کمون در فرانسه است که در canton of Arinthod واقع شده‌است. آرانتو ۲۷٫۰۲ کیلومتر مربع مساحت دارد.